# Dème de Naupactie
Le dème de Naupactie (grec moderne : Δήμος Ναυπακτίας, dhímos Nafpaktías) est un dème situé dans la périphérie de Grèce-Occidentale en Grèce. Sa forme actuelle est le résultat de la fusion, dans le cadre du programme Kallikratis, des anciens dèmes de d'Apodotie, Chalcide, Naupacte, Antirion, Platanos et Pylène, devenus des districts municipaux.
Son siège est la localité de Naupacte. Son territoire correspond à celui de l'ancienne province homonyme (supprimée en 1997) augmenté de deux villages de l'ancienne province de Missolonghi.

## District municipal d'Apodotie

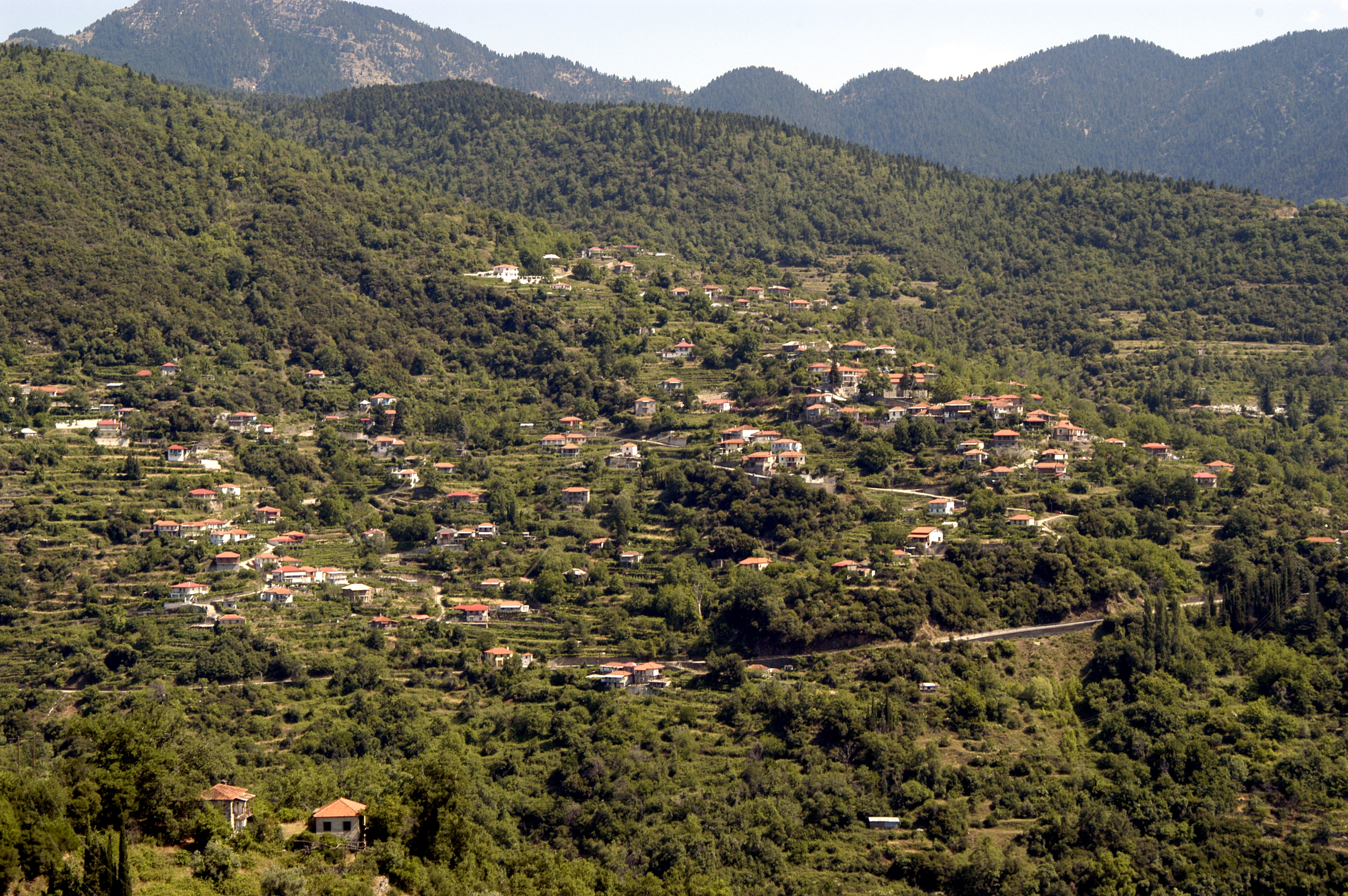
Vue du village de Terpsithéa

Il tient son nom d'une peuplade antique, les Apodotes. Il comprend vingt « communautés locales » (d'anciennes municipalités) regroupant vingt-quatre villages, dont Therpsithéa (avant 1927 : Vetolísta). Son siège est la localité d'Áno Chóra (avant 1930 : Megali Lobodina).

## District municipal d'Antirion
Il comprend trois « communautés locales ». Son siège est la localité d'Antirion.

## District municipal de Chalcide
Il tient son nom de Chalcis d'Étolie, une ville antique dont le nom n'a pas été réattribué. Son siège est la localité de Gavrolímni.

## District municipal de Naupacte
Il comprend quatorze « communautés locales ».

## District municipal de Platanos

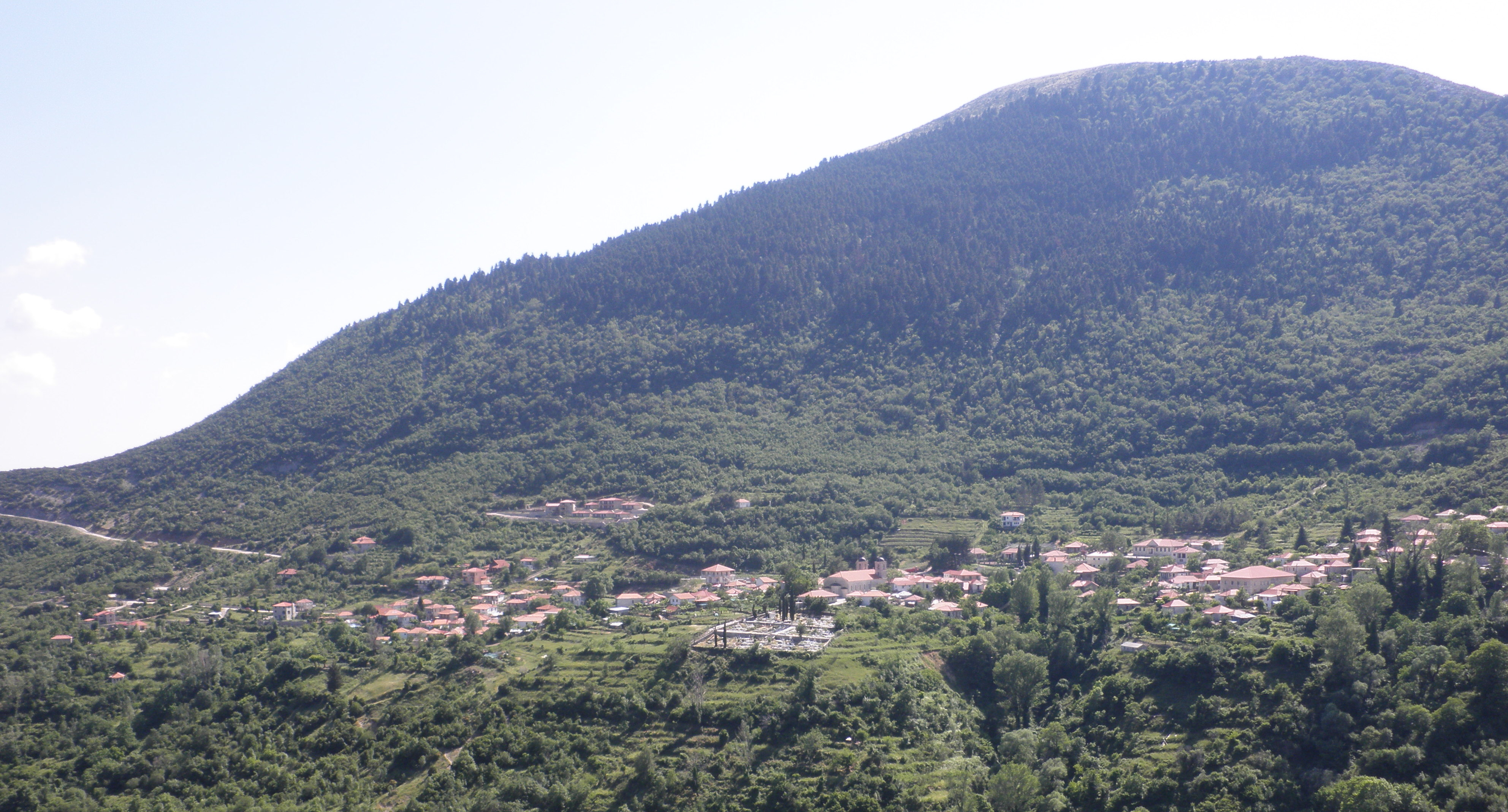
Vue du village de Plátanos

Son siège est la localité de Plátanos.

## District municipal de Pylène
Il comprend onze « communautés locales ». Il tient son nom de Pylène, une ville antique dont le nom n'a pas été réattribué. Son siège est la localité de Símos.